# Spen Brook
Der Spen Brook ist ein Wasserlauf in Lancashire, England. Er entsteht östlich von Kirkham und fließt in westlicher Richtung, bis er bei seinem Zusammentreffen mit dem Carr Brook den Dow Brook bildet.